# Mark Killeen
Mark Killeen (Glasgow, 22 marzo 1981) è un attore britannico.

## Carriera
Killeen ha esordito al cinema in un ruolo da comprimario nel film Rise of the Footsoldier del 2007, mentre tra il 2013 e il 2014 ha interpretato il personaggio principale nelle commedie romantiche The Callback Queen e The Right Juice. Ha preso parte inoltre ai film Il cavaliere oscuro - Il ritorno (2012) e 300 - L'alba di un impero (2012) in ruoli minori.
In televisione ha prestato il volto al mercenario Mero nella terza stagione della serie HBO Il Trono di Spade (2013) e al padre di Ken nella miniserie Street Fighter: Assassin's Fist (2014).

## Filmografia

### Cinema
- Rise of the Footsoldier, regia di Julian Gilbey (2007)
- Halfway to Heaven, regia di James Sharpe (2009)
- Il cavaliere oscuro - Il ritorno (The Dark Knight Rises), regia di Christopher Nolan (2012)
- The Sweeney, regia di Nick Love (2012)
- The Callback Queen, regia di Graham Cantwell (2013)
- 300 - L'alba di un impero (300: Rise of an Empire), regia di Noam Murro (2014)
- The Right Juice, regia di Kristjan Knigge (2014)
- Freak of Nurture, regia di John Hales (2015)
- Risorto (Risen), regia di Kevin Reynolds (2016)
- The Batman, regia di Matt Reeves (2022)
- Indiana Jones e il quadrante del destino (Indiana Jones and the Dial of Destiny), regia di James Mangold (2023)

### Televisione
- Waking the Dead – serie TV, 2 episodi (2005)
- Miranda – serie TV, 1 episodio (2010)
- Doctor Who – serie TV, 1 episodio (2011)
- Il Trono di Spade (Game of Thrones) – serie TV, stagione 3, 1 episodio (2013)
- Street Fighter: Assassin's Fist – miniserie TV, 2 episodi (2014)
- Un imprevisto per Natale (A Very Yorkshire Christmas), regia di Steven Nesbit – film TV (2019)
- Liaison – serie TV, 2 episodi (2023)

## Doppiatori italiani
Nelle versioni in italiano delle opere in cui ha recitato,Mark Killeen è stato doppiato da:
Mirko Mazzanti in Un imprevisto per Natale (A Very Yorkshire Christmas)
1. ↑  (EN) The Callback Queen, su sito ufficiale del film. URL consultato il 7 luglio 2015 (archiviato dall'url originale il 31 dicembre 2018).